# Falklandoglenes
Falklandoglenes is een geslacht van spinnen uit de familie hangmatspinnen (Linyphiidae).

## Soorten
De volgende soorten zijn bij het geslacht ingedeeld:
- Falklandoglenes spinosa Usher, 1983